# Episodi de Le avventure della famiglia Robinson
La prima e unica stagione della serie televisiva Le avventure della famiglia Robinson è stata trasmessa in anteprima negli Stati Uniti d'America dalla PAX Network tra il 1º settembre 1998 e il 15 ottobre 1998 ad eccezione dell'episodio 9 che è andato in onda il 20 giugno 1999.
In Italia questa stagione è stata trasmessa da Rai 1, che ne ha trasmesso solo i primi episodi e poi su 7 Gold.
| nº | Titolo originale                  | Titolo italiano                          | Prima TV USA      | Prima TV Italia |
| -- | --------------------------------- | ---------------------------------------- | ----------------- | --------------- |
| 1  | Survival (Part 1)                 |                                          | 1º settembre 1998 |                 |
| 2  | Survival (Part 2)                 |                                          | 2 settembre 1998  |                 |
| 3  | Survival (Part 3)                 |                                          | 3 settembre 1998  |                 |
| 4  | The Island of the Gods (Part 1)   |                                          | 4 settembre 1998  |                 |
| 5  | The Island of the Gods (Part 2)   |                                          | 8 settembre 1998  |                 |
| 6  | The Island of the Gods (Part 3)   |                                          | 9 settembre 1998  |                 |
| 7  | Invasion (Part 1)                 |                                          | 10 settembre 1998 |                 |
| 8  | Invasion (Part 2)                 |                                          | 11 settembre 1998 |                 |
| 9  | Invasion (Part 3)                 |                                          | 20 giugno 1999    |                 |
| 10 | Princess from the Sea (Part 1)    | La principessa venuta dal mare (Parte 1) | 15 settembre 1998 |                 |
| 11 | Princess from the Sea (Part 2)    | La principessa venuta dal mare (Parte 2) | 16 settembre 1998 |                 |
| 12 | Princess from the Sea (Part 3)    | La principessa venuta dal mare (Parte 3) | 17 settembre 1998 |                 |
| 13 | Captives (Part 1)                 | Assedio ai Robinson (Parte 1)            | 20 settembre 1998 |                 |
| 14 | Captives (Part 2)                 | Assedio ai Robinson (Parte 2)            | 21 settembre 1998 |                 |
| 15 | Captives (Part 3)                 | Assedio ai Robinson (Parte 3)            | 22 settembre 1998 |                 |
| 16 | The Ghost of Raven Jones (Part 1) | Il fantasma di Raven Jones (Parte 1)     | 23 settembre 1998 |                 |
| 17 | The Ghost of Raven Jones (Part 2) | Il fantasma di Raven Jones (Parte 2)     | 26 settembre 1998 |                 |
| 18 | The Ghost of Raven Jones (Part 3) | Il fantasma di Raven Jones (Parte 3)     | 27 settembre 1998 |                 |
| 19 | The Treasure Hunt (Part 1)        | Caccia al tesoro (Parte 1)               | 28 settembre 1998 |                 |
| 20 | The Treasure Hunt (Part 2)        | Caccia al tesoro (Parte 2)               | 29 settembre 1998 |                 |
| 21 | The Treasure Hunt (Part 3)        | Caccia al tesoro (Parte 3)               | 2 ottobre 1998    |                 |
| 22 | Starcrossed Lovers (Part 1)       | Promessa d'amore (Parte 1)               | 3 ottobre 1998    |                 |
| 23 | Starcrossed Lovers (Part 2)       | Promessa d'amore (Parte 2)               | 4 ottobre 1998    |                 |
| 24 | Starcrossed Lovers (Part 3)       | Promessa d'amore (Parte 3)               | 5 ottobre 1998    |                 |
| 25 | Paradise Lost (Part 1)            |                                          | 8 ottobre 1998    |                 |
| 26 | Paradise Lost (Part 2)            |                                          | 9 ottobre 1998    |                 |
| 27 | Paradise Lost (Part 3)            |                                          | 10 ottobre 1998   |                 |
| 28 | Boston (Part 1)                   |                                          | 11 ottobre 1998   |                 |
| 29 | Boston (Part 2)                   |                                          | 14 ottobre 1998   |                 |
| 30 | Boston (Part 3)                   |                                          | 15 ottobre 1998   |                 |